# Sergei Wassiljewitsch Bakulin
Sergei Wassiljewitsch Bakulin (russisch Сергей Васильевич Бакулин; * 13. November 1986 in Saransk) ist ein russischer Geher.

## Karriere
Bei den Leichtathletik-Europameisterschaften 2010 in Barcelona belegte er im 50-km-Gehen mit persönlicher Bestzeit von 3:43:26 h den dritten Platz. Für die Heimweltmeisterschaften in Moskau 2013 wurde er nicht nominiert.

## Doping
Im Januar 2015 wurde er wegen Auffälligkeiten in seinem Biologischen Pass rückwirkend zum 24. Dezember 2012 für drei Jahre und zwei Monate gesperrt und alle Ergebnisse zwischen dem 25. Januar 2011 und dem 25. März 2011, zwischen dem 16. Juni 2011 und dem 16. August 2011 sowie zwischen dem 11. April 2012 und dem 11. Juni 2012 gestrichen. Somit hätte er seinen Weltmeistertitel von 2011 behalten. Die IAAF zog deswegen vor den Internationalen Gerichtshof und bekam 2016 recht.
Wegen eines weiteren Vergehens wurde er 2019 erneut gesperrt, diesmal für acht Jahre.

## Erfolge
- 2010: 3. Platz (50 km Gehen: 3:43:26 h)

## Persönliche Bestleistungen
- 10 km Gehen: 39:03 min, 19. Februar 2006 in Adler, Russland
- 20 km Gehen: 1:18:18 h, 23. Februar 2008 in Adler, Russland
- 50 km Gehen: 3:43:26 h, 30. Juli 2010 in Barcelona, Spanien